# IC 2852
IC 2852 је спирална галаксија у сазвјежђу Лав која се налази на листи објеката дубоког неба у Индекс каталогу.
Деклинација објекта је + 9° 48' 4" а ректасцензија 11h 28m 14,0s. Привидна величина (магнитуда) објекта IC 2852 износи 16,5 а фотографска магнитуда 17,3. IC 2852 је још познат и под ознакама NPM1G +10.0261, PGC 1370252.